# Maj-Lise Johansson
Elsa Maj-Lise Teresia Johansson, ogift Karlsson, född 13 oktober 1915 i Tornarp, Börstigs församling i dåvarande Skaraborgs län, död 12 februari 2001 i Långås, Åsarps församling, var en svensk kristen sångerska. Hon var från 1942 gift med pingstpastor Tore Johansson (1915–1990) från Bottnaryd. Deras dotter är programledaren och sångerskan Ingamay Hörnberg. En video har producerats där Maj-Lise Johansson berättar om forna tider och sjunger gamla andliga sånger med dottern Ingamay.

## Diskografi i urval
- 1982 – Sånger från förr
- 1987 – Sälla dag